# Bang Kraso
Bang Kraso (tiếng Thái: บางกระสอ, phát âm [bāːŋ krā.sɔ̌ː]) là một trong mười phó huyện (tambon) của huyện Mueang Nonthaburi, thuộc tỉnh Nonthaburi, Thái Lan. Phó huyện xung quanh (theo chiều kim đồng hồ) là Tha Sai, Bang Khen, Talat Khwan, Suan Yai, và dọc theo Sông Chao Phraya, Sai Ma và Tha It. Toàn bộ khu vực được bao phủ bởi thành phố Nonthaburi (tiếng Thái: เทศบาลนครนนทบุรี). Vào năm 2020, tổng dân số ở đây là 57.198 người.